# Ästige Zwenke
Die Ästige Zwenke (Brachypodium retusum) ist eine Pflanzenart aus der Gattung der Zwenken (Brachypodium) innerhalb der Familie der Süßgräser (Poaceae).

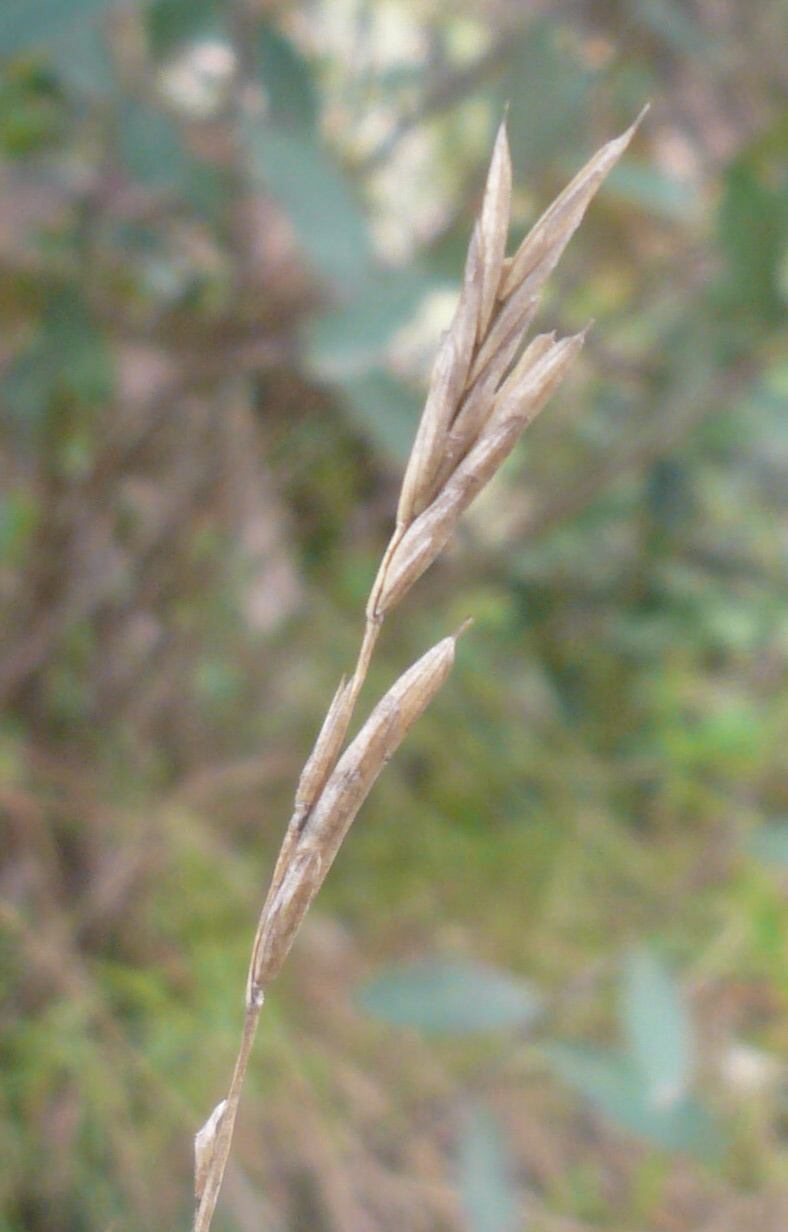
Blütenstand

## Beschreibung
Die Ästige Zwenke ist ein ausdauerndes Gras, das 20–60 Zentimeter hoch wird und das zahlreiche unterirdische Ausläufer entwickelt. Die Sprosse dauern oft mehr als eine Vegetationsperiode aus. Die Halme sind 10–65 Zentimeter hoch. Die graugrünen Stängelblätter sind zweizeilig angeordnet. Das Blatthäutchen ist 1 Millimeter lang, stumpf und gewimpert. Die Blattspreite ist am vorderen Ende zugespitzt und nicht sichelförmig. Die Halmblätter sind 2,3–6,5(–11) Zentimeter lang und 1,5–3 Millimeter breit und später meist eingerollt. Die Blütentraube trägt 1–4(–7) Ährchen, die sehr kurz gestielt sind. Ein Ährchen umfasst 10–18 Blüten. Die obere Hüllspelze ist spitz oder mit einer kurzen Granne besetzt. Die Granne der Deckspelze der oberen Blüten ist 0,7–3,4 Millimeter lang.
Die Blütezeit ist April bis Juli.

## Verbreitung
Brachypodium retusum kommt vom Mittelmeergebiet bis zum Kaukasus und von Äthiopien bis zur Arabischen Halbinsel vor. Die Art wächst in lichten Wäldern, in der Garigue, in der Macchie und im Kulturland. Sie hat Vorkommen in den Ländern Portugal, Spanien, Frankreich, Italien, Kroatien, Bosnien-Herzegowina,  Montenegro, Albanien, Griechenland, Marokko, Algerien, Tunesien, Libyen, Türkei und Syrien.

## Taxonomie
Die Ästige Zwenke wurde 1805 von Christian Hendrik Persoon als Bromus retusus in Synopsis Plantarum: seu Enchiridium botanicum Band 1, Seite 96 erstbeschrieben. Ambroise Marie François Joseph Palisot de Beauvois hat 1812 die Art in Essai d'une nouvelle Agrostographie 101, 155 als Brachypodium retusum (Pers.) P.Beauv. in die Gattung Brachypodium gestellt. Synonyme für Brachypodium retusum (Pers.) P.Beauv. sind: Bromus plukenetii All., Brachypodium ramosum Roem. & Schult., Festuca caespitosa Desf., Brachypodium plukenetii (All.) C.Presl und Triticum caespitosum (Desf.) DC.